# I'm Leaving You
«I'm Leaving You» es una canción de la banda alemana de hard rock y heavy metal Scorpions, publicada como sencillo en 1984 por Mercury Records e incluida como la tercera pista del álbum Love at First Sting (1984). Salió a la venta únicamente en los Estados Unidos en el formato vinilo de 7" y con «Loving You Sunday Morning» como lado B. Para promocionarlo, en el mismo año se registró un videoclip en un antiguo hotel en Nueva Jersey.

## Composición y grabación
La letra la escribió el vocalista Klaus Meine y la música la compuso el guitarrista Rudolf Schenker. De acuerdo con el crítico Martin Popoff, posee una introducción y un riff lo «suficientemente alemán», una vez que «aparece el primer verso, la guitarra rasguea suavemente y la melodía vocal evoca un proto-hair metal». Según el baterista Herman Rarebell, esta es una de las canciones que presenta el lado comercial que tenía Love at First Sting. Su grabación, al igual que los demás temas del álbum, se realizó en los Dierks Studios de Colonia.

## Lanzamiento y recepción comercial
«I'm Leaving You» salió a la venta como sencillo exclusivo solo para los Estados Unidos en 1984, a través de Mercury Records. Editado en el formato vinilo de 7", su lado B lo ocupó «Loving You Sunday Morning», primera pista del álbum Lovedrive (1979). En el mismo año, alcanzó el puesto 56 en la lista Mainstream Rock Tracks de la revista Billboard.

## Video musical
En 1984, se realizó la grabación de su videoclip, cuya dirección quedó a cargo Martin Kahan, a quien conocieron durante una gira por Japón. Después de que el sello discográfico o la agencia de la banda lo contactara, el video se registró en un hotel de cien años de antigüedad de Nueva Jersey, la trama recuerda a las situaciones de los hermanos Marx, según Billboard. Protagonizado por los cinco músicos, actores y modelos, la producción contó con escorpiones emperadores de quince centímetros de largo. La banda llegó a trabajar con Kahan por decisión de su sello discográfico o de su gerencia. Cabe señalar que fue uno de los videoclips que figuraron en el primer álbum en video First Sting de 1985.

## Lista de canciones
| N.º | Título                      | Escritor(es)              | Duración |  |
| 1.  | «I'm Leaving You»           | Schenker, Meine           | 3:28     |  |
| 2.  | «Loving You Sunday Morning» | Schenker, Meine, Rarebell | 5:37     |  |